# Mount Kostka
Mount Kostka är ett berg i Antarktis. Det ligger i Östantarktis. Nya Zeeland gör anspråk på området. Toppen på Mount Kostka är 1 218 meter över havet, eller 488 meter över den omgivande terrängen. Bredden vid basen är 4,3 km.
Terrängen runt Mount Kostka är huvudsakligen lite bergig. Trakten är obefolkad. Det finns inga samhällen i närheten.